# Crespiatica
Crespiatica est une commune italienne d'environ 1 600 habitants située dans la province de Lodi, en Lombardie, dans le nord de l'Italie.

## Géographie
Crespiatica est la dernière commune à l'est, du côté de la province de Cremone. Bien qu'elle soit située dans la province de Lodi, son territoire fait une incursion dans le territoire de Spino d'Adda.
Le hameau de Tormo voit, curieusement, son territoire divisé entre trois communes: Crespiatica et Corte Palasio, dans la province de Lodi, et Dovera, dans la province de Cremone.

## Histoire
Crespiatica fut la propriété de l'évêque de Pavie du XIIe au XVe siècle. En 1652, la commune passa entre les mains de Francesco del Maino.
Tormo appartint au comte de Treviglio, puis à Milan, et, après avoir été la propriété de Guido della Torre, au XIVe siècle, devint celle des Bertoglio, au XVIIIe siècle.

## Culture
- L'église paroissiale, dédiée à saint André, date du XVIIe siècle et abrite encore des fresques sur la vie et le martyre du saint.

- Également digne d'intérêt, la Villa Cavezzali-Gabba se situe dans le hameau de Tormo et date de la première moitié de XIXe siècle. Y sont conservées des fresques de Hayez, Podesti et Palagi, et le temple néo-classique est aujourd'hui devenu une église.

## Économie
Au long de la route Lodi-Crema, il y a des industries et de petites sociétés artisanales, ainsi qu'une quinzaine de sociétés fermières. Au contraire d'une majeure partie de la province de Lodi, la main d'œuvre de Crespiatica est presque exclusivement constituée d'habitants locaux.

## Administration
| Période                                  | Période | Identité | Étiquette | Qualité |
| ---------------------------------------- | ------- | -------- | --------- | ------- |
|                                          |         |          |           |         |
| Les données manquantes sont à compléter. |         |          |           |         |

### Hameaux
Benzona, Tormo

### Communes limitrophes
Dovera, Bagnolo Cremasco, Vaiano Cremasco, Monte Cremasco, Chieve, Corte Palasio, Abbadia Cerreto